# بندر کنگان
بندر کَنگان مرکز شهرستان کنگان معروف به "دیار مهربانی" در استان بوشهر در جنوب ایران واقع شده‌است.
شهرستان کنگان در منطقه گرمسیری محل اجرای بخش عظیمی از پروژه‌های پالایشگاهی پارس جنوبی است. منطقه پارس ۲ (پارس کنگان) که بزرگی آن دو برابر منطقه پارس ۱ (پارس جنوبی) است در ۱۰ کیلومتری بندر کنگان قرار دارد.
کارخانه سیمان کنگان نیز به عنوان یکی از بزرگ‌ترین کارخانه‌های سیمان در ایران، در این شهر قرار دارد و بسیاری از تولیدات آن از طریق اسکله اختصاصی آن به کشورهای حوزه خلیج فارس صادر می‌گردد. شخصیت های معروف میتوان از علیرضا عساکره یا علیرضا آلبوصبیح یاد کرد

## پیشینه

محدوده استان بوشهر در قسمتی از نقشه ایران در دوره افشاریه در این نقشه نام کنگان به انگلیسی Congon ذکر شده‌است.

رضا طاهری محقق و تاریخ و جغرافیای خلیج فارس در کتاب از مروارید تا نفت به شرح مفصل تاریخ بندر کنگان پرداخته‌است. بندر کنگان در قرن‌های اول هجری از توابع بندر باستانی سیراف محسوب می‌شده‌است. بندر کنگان حیات سیاسی خویش را از دوران مغول و به خصوص صفویان آغاز نموده‌است. کنگ (با فتح کاف) در واژه به معنای پیشروی آب دریا می‌باشد. کنگان بر پایه نام کهن کنگ و کنگ‌دژ باستانی زرتشتیان که در کناره کوه و دریا توسط سیاوش ایجاد شد، نامگذاری شده‌است.

## محدوده و مشخصات
مساحت شهر کنگان ۷۳۸ هکتار می‌باشد  و از شمال به دامنه‌ها و رشته کوهای زاگرس و تپه کنگان و شهرستان جم، از جنوب به خلیج فارس، از غرب به فاصله ۶ کیلومتر شهر بنک و بندر دیر و از سمت شرق به سیراف و عوینات (پارس جنوبی یا تمبک فعلی) محدود می‌گردد.

## قابلیت‌های اقتصادی
بزرگ‌ترین کارخانه سیمان کشور با نام ساروج کنگان با ظرفیت روزانه ۶۰۰۰ تن در کنگان و در حدود ۱۲ کیلومتری شهر کنگان قرار دارد.
شهرستان کنگان محل اجرای پروژه‌های پارس جنوبی است و بندر کنگان مرکز این شهرستان می‌باشد.

## بخش‌ها
- شهرستان کنگان شامل ۲ بخش به نامهای زیر است:
- بخش مرکزی شهرستان کنگان
- بخش سیراف

شهرها: بندر کنگان، بنک، سیراف و بندر شیرینو

### روستاهای کنگان
پشت آسمان، تنگ حاکون، تنگ بوحبل، تنگ سیلابی، گود گندم زار (تنگ سیلابی)، تنبک، علی‌آباد (محله دامدران بنک)، نخل غانم، برکه چوبان، قلعه میان، اختر، باغ شیخ، باکوه، چاه مجنون، پرک، شیرینو، سهیل، شصت پیچ، لاورده، لاور گل، هفت چاه، سه چاه، گودشهید، هنویز، مره، برآفتاب (سکونت گاه مردم کنگان در ارتفاعات)، تنگ نار.

## جمعیت
بر پایه سرشماری عمومی نفوس و مسکن در سال ۱۳۹۵ جمعیت این مکان ۱۰۷۸۰۱ نفر بوده‌است.

## دانشگاه‌ها
- دانشگاه آزاد اسلامی واحد کنگان
- دانشگا پیام نور مرکز کنگان
- دانشگاه علمی کاربردی کنگان

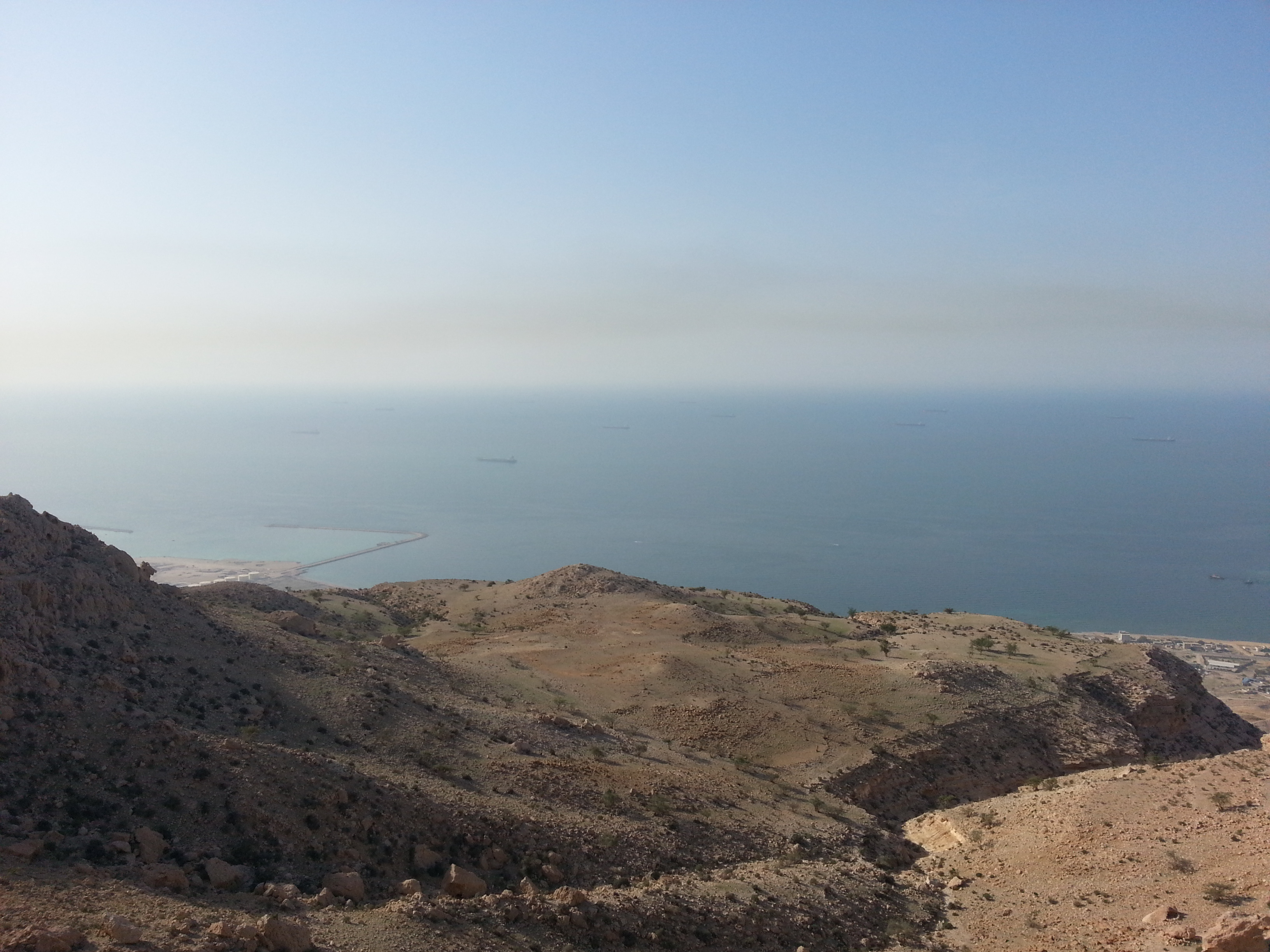
ساحل بندر کنگان و نفتکش‌های در دریا

- ساحل بندر کنگان و نفتکش‌های در دریادانشگاه علمی کاربردی فنی وحرفه‌ای کنگان